# Hidenao Nakagawa

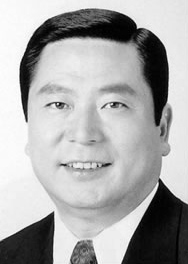
Hidenao Nakagawa, 1996

Hidenao Nakagawa (jap. 中川 秀直, Nakagawa Hidenao; * 2. Februar 1944 in Shinjuku, Präfektur Tokio als Hidenao Satō (佐藤 秀直, Satō Hidenao)) ist ein ehemaliger japanischer Politiker der Liberaldemokratischen Partei (LDP) und Abgeordneter des Shūgiin, dem Unterhaus. Er war unter anderem Co-Vorsitzender der Machimura-Faktion, Minister und LDP-Generalsekretär.

## Leben
Nach seinem Studium der Rechtswissenschaften an der Keiō-Universität, das er 1966 abschloss, arbeitete Nakagawa für die Wirtschaftszeitung Nihon Keizai Shimbun. 1973 verließ er die Zeitung, um als Sekretär für seinen Schwiegervater, den Shūgiin-Abgeordneten Nakagawa Shunji, zu arbeiten. Bei der Shūgiin-Wahl 1976 wurde er als Kandidat des Neuen Liberalen Klubs im 2. Wahlkreis Hiroshima, dem Wahlkreis seines Schwiegervaters, erstmals gewählt. Nach seiner Abwahl 1979 verließ er den Neuen Liberalen Klub und trat in die LDP ein, für die er 1980 als Kandidat mit den meisten Stimmen wiedergewählt wurde. Danach wurde er acht Mal bestätigt, lediglich bei der Shūgiin-Wahl 1990 verlor er erneut seinen Sitz und kehrte 1993 (wieder mit den meisten Stimmen) zurück. Ab 1996 kandidierte er nach der Wahlrechtsreform im neuen Einmandatswahlkreis Hiroshima 4.
In den 1980er Jahren war Nakagawa unter anderem parlamentarischer Staatssekretär (政務次官, seimujikan) bei der Behörde für Staatsland und im MITI sowie Vorsitzender des Ausschusses für Wissenschaft und Technologie im Shūgiin. 1994 wurde er Sonderberater des Premierministers Tomiichi Murayama (SPJ), ein Jahr später stellvertretender Generalsekretär der LDP. Im 1. Kabinett von Ryūtarō Hashimoto wurde er 1996 als Leiter der Behörde für Wissenschaft und Technologie erstmals Minister. Unter Yoshirō Mori erhielt er schließlich 2000 den Schlüsselposten des Chefkabinettssekretärs, musste aber nach wenigen Monaten wegen eines Sex-Skandals und des Vorwurfs, mit rechtsradikalen Organisationen in Verbindung zu stehen, zurücktreten.
Unter dem Parteivorsitz von Jun’ichirō Koizumi war Nakagawa von 2005 bis 2006 Vorsitzender des Politikforschungsrates (PARC) der LDP, anschließend wurde er LDP-Generalsekretär unter Shinzō Abe. Nach der Wahlniederlage bei der Sangiin-Wahl 2007 kündigte er seinen Rücktritt an und wurde bei der folgenden Kabinettsumbildung durch Tarō Asō als Generalsekretär ersetzt. Nach der Ernennung von Nobutaka Machimura zum Chefkabinettssekretär übernahm Nakagawa noch im selben Jahr gemeinsam mit Shūzen Tanigawa den Co-Vorsitz der Machimura-Faktion, den er bis 2009 behielt.
Im Juli 2009 initiierte Nakagawa nach der LDP-Niederlage bei der Präfekturparlamentswahl in Tokio eine Petition zur Eröffnung einer Generalversammlung der LDP-Abgeordneten beider Kammern, um über eine mögliche Ablösung des Parteivorsitzenden und Premierministers Tarō Asō noch vor den für den 30. August 2009 geplanten Neuwahlen zu diskutieren. Anfangs unterzeichneten 133 Abgeordnete, mehr als das notwendige Drittel der Abgeordneten. Allerdings gelang es der Parteiführung, den Zweck der Versammlung umzuinterpretieren.
Zur Shūgiin-Wahl 2012 zog sich Nakagawa aus der Politik zurück. Seine LDP-Kandidatur Im Wahlkreis Hiroshima 4 übernahm erfolgreich sein Sohn Toshinao – Hidenao Nakagawa war 2009 nur über den Verhältniswahlblock Chūgoku Abgeordneter geblieben.